# Avatha dohertyi
Avatha dohertyi är en fjärilsart som beskrevs av Holland 1900. Avatha dohertyi ingår i släktet Avatha och familjen nattflyn. Inga underarter finns listade i Catalogue of Life.